# Le Coucher de la mariée (film, 1899)
Pour les articles homonymes, voir Le Coucher de la mariée.
Pour plus de détails, voir Fiche technique et Distribution.
Le Coucher de la mariée est un court métrage français réalisé par Georges Méliès, sorti en 1899, au début du cinéma muet.

## Distribution
- Bleuette Bernon : la mariée